# Brû
Brû è un comune francese di 606 abitanti situato nel dipartimento dei Vosgi nella regione del Grand Est.

## Storia

### Simboli
Lo stemma del comune di Brû si blasona:
La fascia ondata rappresenta il torrente Monseigneur che attraversa il paese e che un tempo veniva usato per trasportare il legname dal comune di Saint-Benoist (oggi Saint-Benoît-la-Chipotte), allora proprietà del vescovo di Metz.
La quercia e i due abeti simboleggiano la vittoria del 1918. Infatti, dopo la prima guerra mondiale, furono piantati davanti alla chiesa una quercia a rappresentare il Comune e due abeti per sottolineare il ritorno alla Francia dell'Alsazia e della Lorena dopo che erano state annesse dalla Germania nel 1870.

## Società

### Evoluzione demografica
Abitanti censiti